# Akulagok Island
Akulagok Island är en ö i Kanada.   Den ligger i territoriet Nunavut, i den östra delen av landet, 2 300 km norr om huvudstaden Ottawa. Arean är 3,2 kvadratkilometer.
Terrängen på Akulagok Island är platt. Den sträcker sig 2,3 kilometer i nord-sydlig riktning, och 2,2 kilometer i öst-västlig riktning.